# Бан, Роб
Роберт (Роб) Бан (нидерл. Robert "Rob" Baan , 1 апреля 1943, Роттердам) — нидерландский футбольный тренер и функционер.

## Карьера
Начинал свою карьеру в молодежной команде роттердамской «Спарты». В 22 года Бан решил завершить карьеру футболиста и сосредоточиться на тренерской работе. В первые годы он работал с детскими командами. В 1972 году начинающий специалист самостоятельно возглавил ВВВ-Венло и за несколько лет довел его до Эредивизи. С 1978 по 1983 годы Роб Бан помогал Яну Зварткрёйсу и Кесу Рейверсу в сборной Нидерландов, а в 1981 году — временно исполнял обязанности главного тренера. В дальнейшем работал с другими нидерландскими командами. С 1995 по 1998 году ассистировал Дику Адвокату в ПСВ.
Долгое время занимался руководящей работой. С 2007 по 2008 год Бан трудился в Футбольной федерации Австралии. За это время он успел занимать пост наставника молодёжной сборной страны, исполнять обязанности главного тренера австралийцев в товарищеском матче с Нигерией и занимать должность технического директора. На этой должности Бана сменил его соотечественник Хан Бергер. До 2014 года специалист был техническим директором в Всеиндийской футбольной федерации.

## Достижения

### Тренера
- Победитель Первого дивизиона Нидерландов (2): 1985/86, 1991/92.

### Ассистента
- Чемпион Нидерландов (1): 1996/97.
- Обладатель Кубка Нидерландов (1): 1995/96.
- Обладатель Суперкубка Нидерландов (2): 1996, 1997.